# Hot Shots!
Hot Shots! is een Amerikaanse speelfilm uit 1991 onder regie van Jim Abrahams. Het is een parodie op films als Top Gun, 9½ Weeks, The Fabulous Baker Boys, Dances with Wolves, Rocky, Gone with the Wind en Superman.

## Verhaal
De hoofdpersoon is Topper Harley, een Amerikaanse piloot, die na een vliegtuigongeval bij een groep indianen gaat wonen. Hoewel hij aan zijn capaciteiten als piloot was gaan twijfelen, wordt hij toch overgehaald om opnieuw te vliegen. Tijdens de Golfoorlog moet hij een fabriek van Saddam Hoessein bombarderen en strijden om de hand van Ramada Thompson.

## Rolverdeling
| Acteur              | Personage                  |
| ------------------- | -------------------------- |
| Charlie Sheen       | Lt. Topper Harley          |
| Cary Elwes          | Lt. Kent Gregory           |
| Valeria Golino      | Ramada Thompson            |
| Lloyd Bridges       | Adm. Thomas 'Tug' Benson   |
| Kevin Dunn          | Lt. Cmdr. James Block      |
| Jon Cryer           | Jim 'Wash Out' Pfaffenbach |
| William O'Leary     | Pete 'Dead Meat' Thompson  |
| Kristy Swanson      | Kowalski                   |
| Efrem Zimbalist Jr. | Wilson                     |
| Bill Irwin          | Buzz Harley                |
| Heidi Swedberg      | Mary Thompson              |
| Bruce A. Young      | 'Red' Herring              |
| Ryan Stiles         | postbode Farnham           |
| Rino Thunder        | Owatonna, 'The Old One'    |
| Mark Arnott         | Rosener                    |
| Jerry Haleva        | Saddam Hoessein            |